# Škoda ŠOT
De Škoda ŠOT (Škoda Obojzivilny Tank: Škoda amfibische tank), ook wel ŠO (fabrieksaanduiding) of TO (vanaf 1939), was een Tsjecho-Slowaaks prototype van een amfibische tank die van 1936 tot 1939 ontwikkeld werd door Škoda. Vanaf 1939 werd de tank door het Duitse leger getest, maar de resultaten waren niet bevredigend. In 1940 werd het voertuig gesloopt.

## Geschiedenis
Op 24 oktober 1936 gaf het Tsjecho-Slowaakse VTLÚ (Vojenský technický a letecký útvar; Militaire techniek en luchtvaart onderdeel) opdracht aan de twee firma's Škoda en ČKD om een amfibische tank te ontwikkelen. Er werden meerdere eisen gesteld waaronder een snelheid van 45 km/h op land en minimaal 16 km/h te water. ČKD ontwikkelde de F-IV-H en Škoda de ŠO. Het leger gaf echter de tank de aanduiding ŠOT. In eerste instantie wilden de ingenieurs een verlaagde ophanging gebruiken van de LT vz. 35 tank, maar er werd uiteindelijk besloten dat er een nieuwe ophanging ontworpen zou worden op basis van een eerder ontwerp uit 1933. Het voorgestelde ontwerp werd door het VTLÚ goedgekeurd en het prototype moest in augustus 1938 gereed zijn.
De bouw van het prototype startte in 1938 en in de zomer van datzelfde jaar was het prototype bijna voltooid. Er ontbrak enkel nog een elektromagnetische Cotal overbrenging die besteld was in Frankrijk. Deze werd uiteindelijk geleverd in maart 1939. Ook werd de tank hernoemd naar TO (Tank Obojživelný: Amfibische tank). Toen het prototype volledig gereed was, was Tsjechië al in Duitse handen en zodoende werd het voertuig door het Duitse leger getest, samen met de F-IV-H. De tests leverden geen goede resultaten op. Tijdens de eerste waterproef aan de Elbe, in juli 1939, bleek de tank te zwaar te zijn en was daardoor zeer slecht te manoeuvreren. In 1940 werd het prototype gesloopt en verscheidene onderdelen werden opnieuw gebruikt voor een nieuw project; de Škoda ŠET, een elektrische tank.

## Ontwerp
Het ontwerp van de tank was vergelijkbaar aan de LT vz.35. De ŠOT had een lichte bewapening van twee ZB vz.37 7,92 mm machinegeweren. Eén hiervan was geplaatst in een kleine toren en de ander zat in een gefixeerde positie in de romp. De bepantsering had een variërende dikte van 6 tot 15 millimeter. De tank werd aangedreven door een Avia TR-12A watergekoelde vliegtuigmotor met vonkontsteking en deze leverde een kracht van 155 pk, waarmee een snelheid behaald kon worden van 41,5 km/h. Dit lag onder de eis van het leger. De Cotal elektromagnetische versnellingsbak was van Franse makelij. In de brandstoftanks zat genoeg brandstof voor zeven uur rijden, mits de tank op de weg bleef. De bemanning bestond uit drie personen; commandant, bestuurder en schutter. Totaal had de tank een gewicht van 7,5 ton.